# АСП-500
АСП-500 — элемент авиационного вооружения мирного назначения (предназначен для тушения пожаров), производства российского ГНПП «Базальт». 
АСП-500 локализует лесные пожары и подавляет зоны огневого шторма при техногенных авариях и катастрофах, доставляя распылённый наполнитель (вода) взрывным способом, который обеспечивает диспергирование состава и создает дополнительный фактор пожаротушения — воздушную ударную волну, обеспечивая почти стопроцентную доставку массы огнегасящего состава в зону пожара.
По мнению производителя, носитель можно устанавливать практически на все типы военных самолётов и вертолётов, испытания проводились также на гражданских самолётах Ил-76 и Ан-12.

## Общие сведения
АСП-500 был разработан в 1990-х годах, первые испытания начались в начале 2000-х.
При использовании традиционных авиационных сливных средств пожаротушения в зону огня попадает незначительное количество сбрасываемого огнегасящего состава. Это объясняется экранированием зоны пожара восходящим конвективным потоком горячего воздуха, и, как следствие, не достигается необходимая точность группирования центров падения водяных масс по отношению к местоположению очага пожара.
При этом, по мнению производителя, использование авиации для доставки огнегасящей смеси при тушении пожаров существенно дешевле, чем другие варианты (артиллерия, реактивные установки). При этом достигается высокая эффективность за счёт максимального количества доставленной в очаг пожара воды по сравнению с традиционной авиадоставкой.
Вероятность безотказной работы вооружения составляет 97 %.
Использование АСП-500 может быть достаточно массовым, есть возможность доставлять носителем в зону пожара более 100 изделий, обеспечивая тушение на площади более 10 га. Особенно эффективен АСП-500 как орудие первоначального удара по пожару, так как позволяет сбить пламя и уменьшить конвекционные потоки, которые мешают пожаротушению традиционным способом.
По мнению производителя, АСП-500 является хорошим вариантом при тушении лесного пожара в зонах радиоактивного заражения местности.
При этом резко снижается количество выбросов радиоактивного пепла в атмосферу и минимизируется контакт пожарных с радиоактивными продуктами сгорания леса.

## Дополнительные характеристики
- Применяется при скорости носителя до 600 км/ч с высоты от 300 до 1000 м.
- Площадь распыления — 1000 м², подавляет зоны огневого шторма.
- Объём под наполнение водой — 400 дм³.

Применяется при температуре окружающей среды от −5 °C до +45 °C